# Eurythmics
Eurythmics bylo britské duo, které vzniklo v roce 1980. Jeho členy byli Annie Lennox a Dave Stewart. K jejich největším hitům patří písně „Sweet Dreams (Are Made of This)“, „Who's That Girl“, „Sexcrime (Nineteen Eighty-Four)“ či „Sisters Are Doin' It For Themselves“.
Tento hudební pár dosáhl na celosvětové hudební scéně výrazného komerčního úspěchu, ale i uznání ze strany hudebních kritik. Je držitelem několika hudebních ocenění, má za sebou několik úspěšných koncertních vystoupení a svým celosvětovým prodejem, více než 75  milionů hudebních nosičů, patří mezi nejprodávanější hudební a pěvecké dvojice. Jejich popové nahrávky jsou charakteristické dynamickým altovým zpěvem Annie Lenox ve skladbách z inovativní produkce Dave Stewarta.
Annie Lenox a Dave Stewart začali spolupracovat v roce 1976 v punk rockové kapele The Catch, která si po vydání jednoho singlu změnila jméno na The Tourists. The Tourists se nestali nijak výrazněji úspěšným seskupením a tak se Annie a Dave, kteří spolu v té době chodili, pokoušeli experimentovat s kombinací popové elektronické hudby. Sami sebe nazývali "Eurythmics". Bylo to podle tanečního stylu nazvaného "Eurythmy", který Annie znala ještě z dob, kdy navštěvovala základní školu. Po krátkém čase dvojice, která se od původní skupiny The Tourists odčlenila svým hudebním směrováním, dostala nabídku podepsat nahrávací smlouvu s hudebním vydavatelem RCA Records. Prvním albem uskupení bylo In the Garden z roku 1981. Šlo o směs psychedelické hudby, krautrocku a elektropopu. Ohlasy kritik i komerční úspěch tohoto projektu byly nevýrazné. První dva singly byly propadáky, až třetí, "Never Gonna Cry Again", se dostal do britských žebříčků.
Komerční úspěch seskupení Eurythmics dosáhlo svým druhým albem Sweet Dreams (Are Made of This) z roku 1983 a především jeho titulní skladbou, která se nejprve dostala na vrcholy britských a potom i amerických hitparád. Popularitu získal i jejich předešlý singl a videoklip k písni "Love Is A Stranger". Zároveň se stala Annie Lennox tváří, která se objevila na obálce časopisu Rolling Stone. Následující projekt, album z roku 1983 s názvem Touch, bylo prvním, které se dostalo na první místa žebříčků. Úspěšné byly i tři singly tohoto alba: "Who 's That Girl?", "Right by Your Side" a "Here Comes the Rain Again".

## Diskografie

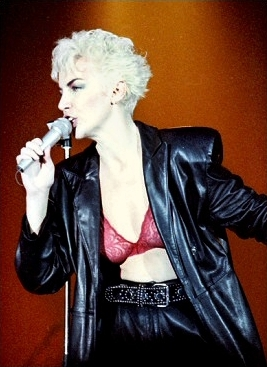
Annie Lennox během Revenge Tour v roce 1986

### Studiová alba
- In the Garden (1981)
- Sweet Dreams (Are Made of This) (1983)
- Touch (1983)
- 1984 (For the Love of Big Brother) (1984)
- Be Yourself Tonight (1985)
- Revenge (1986)
- Savage (1987)
- We Too Are One (1989)
- Peace (1999)